# Latin Grammy Awards 2017
La 18e cérémonie des Latin Grammy Award a lieu le 16 novembre 2017 au MGM Grand Garden Arena à Las Vegas et est retransmise sur la chaîne Univision.
Les prix récompensent la musique de langue espagnole et portugaise.
Les premières nominations sont annoncées le 26 septembre 2017.
Le 16 novembre 2017, Alejandro Sanz est honoré en tant que Personnalité de l'année.

## Palmarès
Les lauréats sont indiqués ci-dessous dans chaque catégorie et en caractères gras.

### Général

#### Enregistrement de l'année (Record of the Year)
- Vente pa'ca - Maluma featuring Ricky Martin
- Chantaje - Shakira featuring Maluma
- Guerra - Residente
- La Flor de la Canela - Rubén Blades
- Quiero Que Vuelvas - Alejandro Fernández
- Despacito - Luis Fonsi featuring Daddy Yankee
- El Surco - Jorge Drexler
- Felices Los 4 - Maluma
- Amárrame - Mon Laferte featuring Juanes
- El Ratico - Juanes Featuring Kali Uchis

#### Meilleur album de l'année (Album of the Year)
- Rubén Blades with Roberto Delgado y su Orquesta - Salsa Big Band
- Antonio Carmona - Obras Son Amores
- Vicente García - A La Mar
- Nicky Jam - Fénix
- Juanes - Mis Planes Son Amarte
- Mon Laferte - La Trenza
- Natalia Lafourcade - Musas (Un Homenaje al Folclore Latinoamericano en Manos de Los Macorinos, Vol. 1)
- Residente - Residente
- Shakira - El Dorado
- Danay Suárez Fernández - Palabras Manuales

#### Chanson de l'année (Song of the Year )
- "Amárrame" - (Mon Laferte featuring Juanes)
- "Chantaje" - (Shakira featuring Maluma)
- "Desde Que Estamos Juntos" - (Melendi)
- "Despacito" - (Luis Fonsi featuring Daddy Yankee)
- "Ella" - (Ricardo Arjona)
- "Felices los 4" - (Maluma)
- "Guerra" - (Residente)
- "La Fortuna" - (Diana Fuentes featuring Tommy Torres)
- "Tú Sí Sabes Quererme" - (Natalia Lafourcade featuring Los Macorinos)
- "Vente Pa' Ca" - (Ricky Martin featuring Maluma)

#### Meilleur nouvel artiste (Best New Artist)
- Paula Arenas
- CNCO
- Vicente García
- Martina La Peligrosa
- Mau y Ricky
- Rawayana
- Sofía Reyes
- Rosalía
- Danay Suárez Fernández
- Sebastián Yatra

### Pop
- Best Contemporary
- Pop Vocal Album
- Best Traditional
- Pop Vocal Album

### Urban
- Best Urban Fusion/Performance
- Best Urban Music Album
- Best Urban Song

### Rock
- Best Rock Album
- Best Pop/Rock Album
- Best Rock Song

### Alternative
- Best Alternative Music Album
- Best Alternative Song

### Tropical
- Best Tropical Fusion Album
- Best Salsa Album
- Best Cumbia/Vallenato Album
- Best Contemporary Tropical Album
- Best Traditional Tropical Album
- Best Tropical Song

### Singer-songwriter
- Best Singer-Songwriter Album

### Regional Mexican
- Best Ranchero/Mariachi Album
- Best Banda Album Best Tejano Album
- Best Norteño Album
- Best Regional Song

### Instrumental
- Best Instrumental Album

### Traditional
- Best Folk Album

- Best Tango Album

- Best Flamenco Album

### Jazz
- Best Latin Jazz Album

### Christian
- Best Christian Album (Spanish Language)

- Best Christian Album (Portuguese Language)

### Portuguese language
- Best Portuguese Language Contemporary Pop Album

- Best Portuguese Language Rock Album

- Best Samba/Pagode Album

- Best MPB Album

- Best Sertaneja Music Album

- Best Brazilian Roots Album

- Best Portuguese Language Song

### Children's
- Best Latin Children’s Album

### Classical
- Best Classical Album

- Best Classical Contemporary Composition

### Recording package
- Best Recording Package

### Production
- Best Engineered Album

- Producer of the Year

### Music video
- Best Short Form Music Video

- Best Long Form Music Video

### Special awards
- Lifetime Achievement Award

- Trustees Award

- Latin Grammy Hall of Fame

- Latin Recording Academy Person of the Year